# Cymolutes lecluse
Cymolutes lecluse là một loài cá biển thuộc chi Cymolutes trong họ Cá bàng chài. Loài này được mô tả lần đầu tiên vào năm 1824.

## Từ nguyên
Từ định danh của loài được đặt theo tên của bác sĩ phẫu thuật hải quân Monsieur de Lécluse, người có lẽ đã ở trên con tàu đã thu thập mẫu định danh của loài cá này. Theo Quoy và Gaimard, Lécluse chết vì bệnh sốt vàng.

## Phạm vi phân bố và môi trường sống
C. lecluse có phạm vi phân bố giới hạn ở Bắc Thái Bình Dương. Đây là một loài đặc hữu của quần đảo Hawaii và có thể được tìm thấy ở khu vực có nền đáy cát trong các đầm phá ở độ sâu đến 119 m.

## Mô tả
C. lecluse có chiều dài cơ thể tối đa được ghi nhận là gần 20 cm. Cơ thể dẹt về hai bên thân sau, thân mảnh hơn so với các loài Xyrichtys.
Cơ thể của cá đực và cá cái có màu xanh lục nhạt (trắng hơn ở bụng). Cá đực có một chấm đen rất nhỏ viền xanh lam ở bên thân, nằm ngay vị trí chóp vây ngực khi áp vào thân. Cá cái cũng có một đốm đen viền xanh như vậy nhưng lớn hơn, nằm ở nửa trên của gốc vây đuôi. Cá con có màu hơi nâu với các vạch sọc sẫm màu (nhưng mờ) trên cơ thể.
Số gai ở vây lưng: 8–9; Số tia vây ở vây lưng: 14–15; Số gai ở vây hậu môn: 2; Số tia vây ở vây hậu môn: 10; Số tia vây ở vây đuôi: 10; Số gai ở vây bụng: 1; Số tia vây ở bụng: 5.

## Sinh thái
Như Xyrichtys, phần trán dốc giúp C. lecluse nhanh chóng đào hang dưới nền cát để trốn tránh những kẻ săn mồi. Thức ăn của C. lecluse chủ yếu là những loài cá nhỏ hơn.
Loài này được đánh bắt nhằm mục đích thương mại trong ngành buôn bán cá cảnh.